# Український інститут майбутнього
Український інститут майбутнього — українська громадська організація, що надає оцінку українським подіям, пропонує майданчик для дискусій, формулює рекомендації до дій.

## Місія і напрямки роботи
Місія Українського інституту майбутнього — проектування успішного майбутнього України, через експертні дослідження та дискусії, які стимулюватимуть прийняття якісних політичних рішень у внутрішній та міжнародній політиці.
Інститут працює за п'ятьма основними напрямками: міжнародна політика, внутрішня політика, національна безпека та оборона, економіка, правоохоронна та судова система.
Ідея Інституту полягає в компенсації браку компетентних фахових дискусій в українській спільноті, проведенні глибоких досліджень на актуальні для українського суспільства теми, наданні об'єктивної експертної інформації про Україну на міжнародному рівні.

## Історія
Український інститут майбутнього заснований 26 травня 2016 року. Він є спільним проектом представників українського бізнесу, політики та громадського сектора.
Станом на 2019 рік в Інституті працювало близько 20 експертів.

### Засновники
Директор інституту — Анатолій Амелін.
- Антон Геращенко, екс-депутат Верховної Ради, екс-радник міністра внутрішніх справ;
- Анатолій Амелін, бізнесмен;
- Ігор Ліскі, бізнесмен, екс-депутат Луганської міськради;
- Юрій Романенко, блогер, історик, експерт з міжнародної і внутрішньої політики; шеф-редактор сайту «Хвиля»;
- Тарас Березовець, політтехнолог, експерт з питань національної безпеки;
- Олексій Скрипник, екс-депутат Верховної Ради.

### Наглядова Рада[3]
- Деймон Вілсон (США), радник з питань зовнішньої політики США та нинішній виконавчий віце-президент Атлантичної Ради, старший радник Американсько-української ділової ради, член Міжнародної консультативної ради Словацької Атлантичної комісії, колишній старший директор з європейських питань Ради Безпеки США;
- Алекса Чопівськи (США), директорка Програми з питань світової економіки в Інституті Аспену, радниця Міністра економічного розвитку і торгівлі України, заступниця голови Наглядової ради «Україна Інвест», виконавча директорка Українського Дому в Давосі, засновниця Транснаціональної освітньої групи;
- Джонатан Джаногли (Об'єднане Королівство), член Парламенту Великої Британії, колишній речник з питань торгівлі та промисловості в департаменті бізнесу, підприємництва та регуляторної реформи, колишній державний секретар від парламенту в Міністерстві юстиції Великої Британії;
- Марілуїзе Бек (Німеччина), засновниця аналітичного центру Zentrum Liberale Moderne, колишня депутатка Бундестагу та Парламентської асамблеї Ради Європи;
- Павло Клімкін (Україна), Міністр закордонних справ України у 2014—2019, Надзвичайний і Повноважний Посол України в Німеччині, автор численних публікацій про національну безпеку та міжнародні відносини України;
- Віктор Андрусів (Україна), колишній виконавчий директор Українського Інституту Майбутнього, колишній заступник голови Донецької військово-цивільної адміністрації з гуманітарних питань, співавтор багатьох українських законопроєктів та публікацій;
- Ігор Ліскі (Україна), голова ради директорів групи компаній «Ефективні інвестиції», член Ради директорів Канадсько-української торгової палати, колишній депутат Луганської міської ради, активний громадський діяч, ініціатор регіональних та національних соціальних проєктів.

## Аналітичними продуктами інституту є:
1. Глобальний прогноз — щорічна доповідь Інституту, в якій виписані прогнози та рекомендації щодо важливих тенденцій наступного року.[5]
2. Доповіді — документ, який передбачає комплексний аналіз конкретного явища, презентацію унікальних рішень та пропозицій.[6]
3. Соціологічні опитування — опитування щодо головних тенденцій в українському суспільстві. Опитування дають можливість розробити ряд індексів Інституту, які дозволяють робити прогнозування.[7]
4. Позиція — документ із суспільно важливого питання, в якому сформульовані ключові рекомендації щодо діяльності державних інституцій.
5. Оперативні коментарі та публікації — реакція засновників та експертів Інституту на поточні суспільно-важливі події
6. Переклади — презентація в українському дискурсі важливих публікацій міжнародного значення.

Інститут проводить круглі столи, дискусії, лекції, дебати, брифінги.
У 2016 інститут започаткував видання щорічних збірок прогнозів «Виклики і можливості», що містить висновки експертів інституту про майбутнє інформаційних процесів у сферах міжнародної та внутрішньої політики, національної безпеки та оборони, економіки, правоохоронної та судової системи та освіти. Метою таких випусків є інформаційне сприяння розширенню горизонту планування розвитку країни і як наслідок — ухвалення топ-менеджментом держави успішної стратегії на майбутні 10-15 років. «2018: виклики і можливості» став другим за рахунком таким альманахом.
Український інститут майбутнього є ініціатором створення Меморіального комплексу “Героям захисникам України” у місті Ніжин. Це монумент, у центрі якого розташована скульптура Олександра Мацієвського, який став одним з символів боротьби українців проти російської військової агресії. Метою меморіального комплексу є вшанування полеглих українських бійців під час російсько-української війни. 

## Структура Інституту
Рада Засновників — визначає напрямки розвитку Інституту, формулює стратегію та контролює її втілення.
Наглядова Рада — контролює дотримання цінностей Інституту, займається розробкою короткострокових стратегій, контролює їх втілення.
Виконавча дирекція — займається безпосереднім виконанням стратегій, адміністративними питаннями.
По кожному з напрямків роботи Інституту на постійній основі працюють експерти.